# La Baie des Anges
Pour les articles homonymes, voir La Baie des Anges (homonymie).
Pour plus de détails, voir Fiche technique et Distribution.
La Baie des Anges est un film français écrit et réalisé par Jacques Demy, sorti en 1963.

## Synopsis
Jean Fournier, jeune employé de banque, est initié au jeu par son collègue Caron. Favorisé par la chance, il décide de partir pour Nice contre l'avis de son père et est ainsi chassé de chez lui. Dans un casino, il rencontre sa reine, une certaine Jackie (jouée par une Jeanne Moreau ici blonde platine), dont il tombe immédiatement amoureux. Jackie n'est pas insensible au charme de Jean, mais la passion qu'ils portent au jeu et leur amour vont s'avérer incompatibles. L'amour finit par l'emporter sur la passion du jeu et sauve le couple de la chute.

## Fiche technique
- Titre : La Baie des Anges
- Réalisation : Jacques Demy
- Scénario : Jacques Demy
- Chef-opérateur : Jean Rabier
- Musique : Michel Legrand
- Montage : Anne-Marie Cotret
- Décors et costumes : Bernard Evein
- Assistant-réalisateur : Costa-Gavras
- Assistant-caméraman : Claude Zidi
- Société de production : Sud-Pacifique Films
- Format :  mono - 35 mm - noir et blanc - 1,66:1
- Genres : drame, romance
- Durée : 84 minutes
- Pays de production :  France
- Date de sortie : France : 1er mars 1963

## Distribution
- Jeanne Moreau : Jacqueline "Jackie" Demaistre
- Claude Mann : Jean Fournier
- Paul Guers : Caron
- Henri Nassiet : Monsieur Fournier, le père de Jean
- Conchita Parodi : la patronne de l'hôtel
- André Certes : le directeur de la banque
- Nicole Chollet : Marthe
- Georges Alban
- Jacques Moreau
- André Canter
- Jean-Pierre Lorrain

## Production

### Genèse et développement
La Baie des Anges est le deuxième film de Jacques Demy, écrit et réalisé en 1962. Cette année-là, il est à Cannes et cherche, avec Mag Bodard, un financement pour Les Parapluies de Cherbourg. Il y découvre l'univers du jeu et, de retour à Paris, il écrit le scénario en quelques jours.
Influencé par l'austérité de Robert Bresson, le film est réalisé sur une économie de moyens : sobriété des dialogues, noir et blanc. Le thème du jeu est abordé de manière frontale, loin de l'univers de bonbon acidulé qui sera celui de Demy par la suite. Après le succès de Lola, il est boudé par la critique. Le cinéaste montrera par la suite plus de fantaisie,.

### Lieux de tournage[3]
- Alpes-Maritimes
  - Cannes
  - Nice (Studios de la Victorine, Palais de la Méditerranée, Gare de Nice-Ville)
- Monte-Carlo ( Monaco)
- Paris

## Analyse
Le film montre le mécanisme d'une passion, celle du jeu, qui fait approcher de l'absolu au risque d'entraîner la chute.
Le jeune Fournier est initié par le cynique Caron. Bien que méfiant au début et conscient du risque de sombrer dans le jeu comme on sombre dans la drogue, il finit par céder. La tentation l'emporte ainsi sur la raison, la sienne et celle de son père, horloger maître du temps qui prétend gouverner le hasard. Ce dernier le chasse et Fournier cède à une autre passion, celle du voyage, du hasard, de l'aventure. Il quitte Paris et se rend à Nice, où il plonge sans retenue dans le jeu et où il fait la rencontre de Jackie, dont il tombe amoureux,. C'est cet amour qui les sauvera l'un comme l'autre de leur vice.